# Glinus microphyllus
Glinus microphyllus är en kransörtsväxtart som beskrevs av Lucien Leon Hauman. Glinus microphyllus ingår i släktet Glinus och familjen kransörtsväxter. Inga underarter finns listade i Catalogue of Life.